# Taphonia peonis
Taphonia peonis là một loài bướm đêm trong họ Noctuidae.